# Mora (torrente)
Il torrente Mòra è un corso d'acqua della provincia di Bergamo. Nasce dal Monte Verobbio, nelle Alpi Orobie e confluisce dopo 11 km da destra nel Brembo di Mezzoldo a Olmo al Brembo, in Val Brembana. Percorre la Val Moresca, attraversando i comuni di Averara, Santa Brigida ed Olmo al Brembo.
Lungo il suo corso, a quota 1544 m s.l.m. è stata costruita nel 1953 una diga che forma il lago artificiale di Valmora, bacino della centrale idroelettrica di Ponte dell'Acqua (frazione di Mezzoldo).